# Micro Channel Architecture
MicroChannel Architecture (MCA) ime je za sabirnicu koju je razvila tvrtka IBM kao zatvorenu 16/32-bitnu arhitekturu za novu liniju PC računala PS/2, ali i za rješavanje mnogih tehničkih problema koje je imala ISA sabirnica od kojih je najveća bila tijesni spoj s Intelovim mikroprocesorima. MCA je također bila želja tvrtke IBM da koristi sabirnicu za različite arhitekture kao RISC, RS/6000, RS/400 i System/370.